# Logonna-Quimerc'h
Logonna-Quimerc'h est une ancienne commune du Finistère, qui fusionna en 1965 avec Pont-de-Buis et Quimerc'h pour créer la commune de Pont-de-Buis-lès-Quimerc'h.

## Géographie
Logonna-Quimerch est situé sur la rive droite de l'estuaire de l'Aulne, une ria qui se jette dans la Rade de Brest.

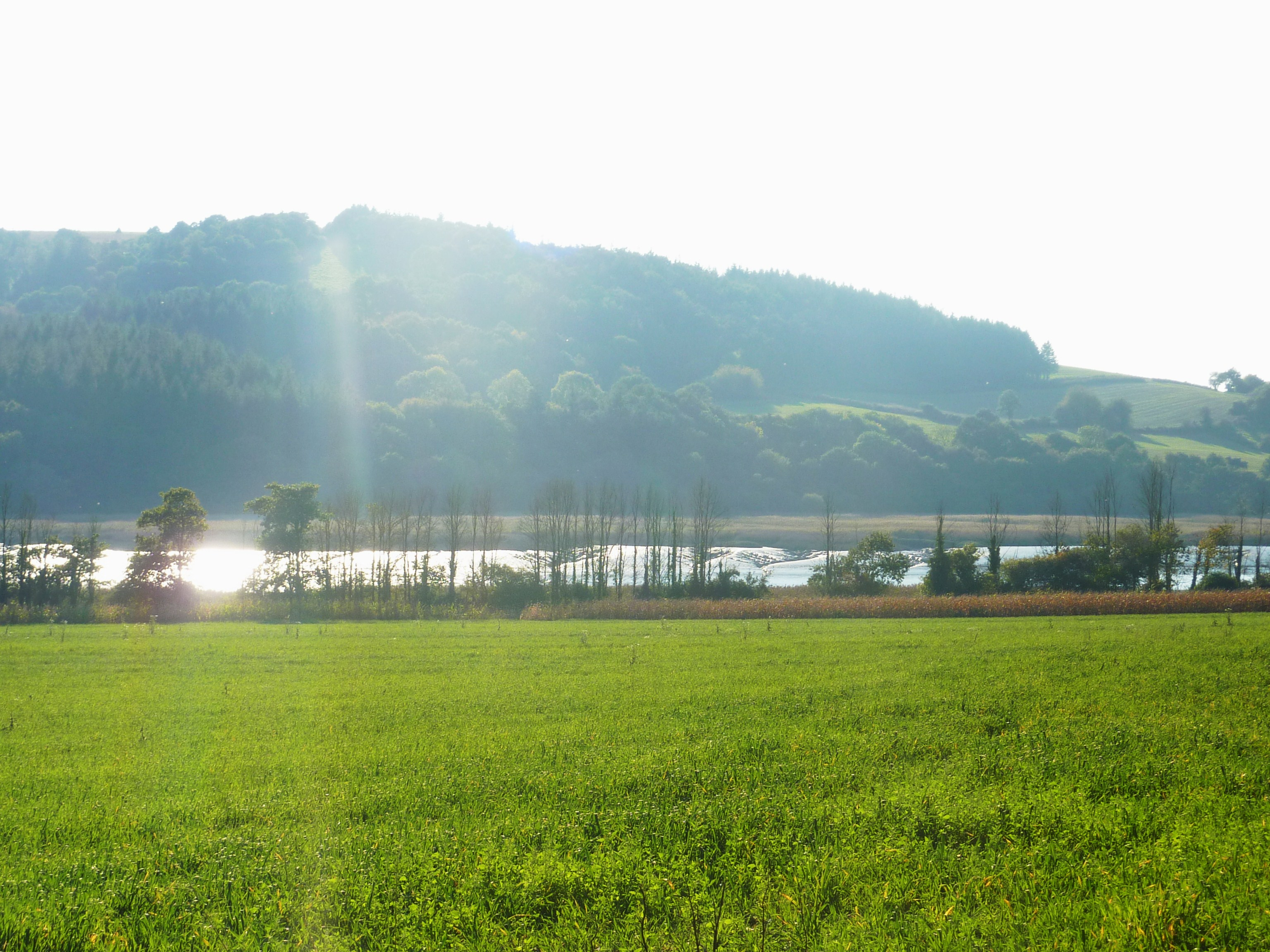
Logonna-Quimerch : l'Aulne maritime en aval du bourg
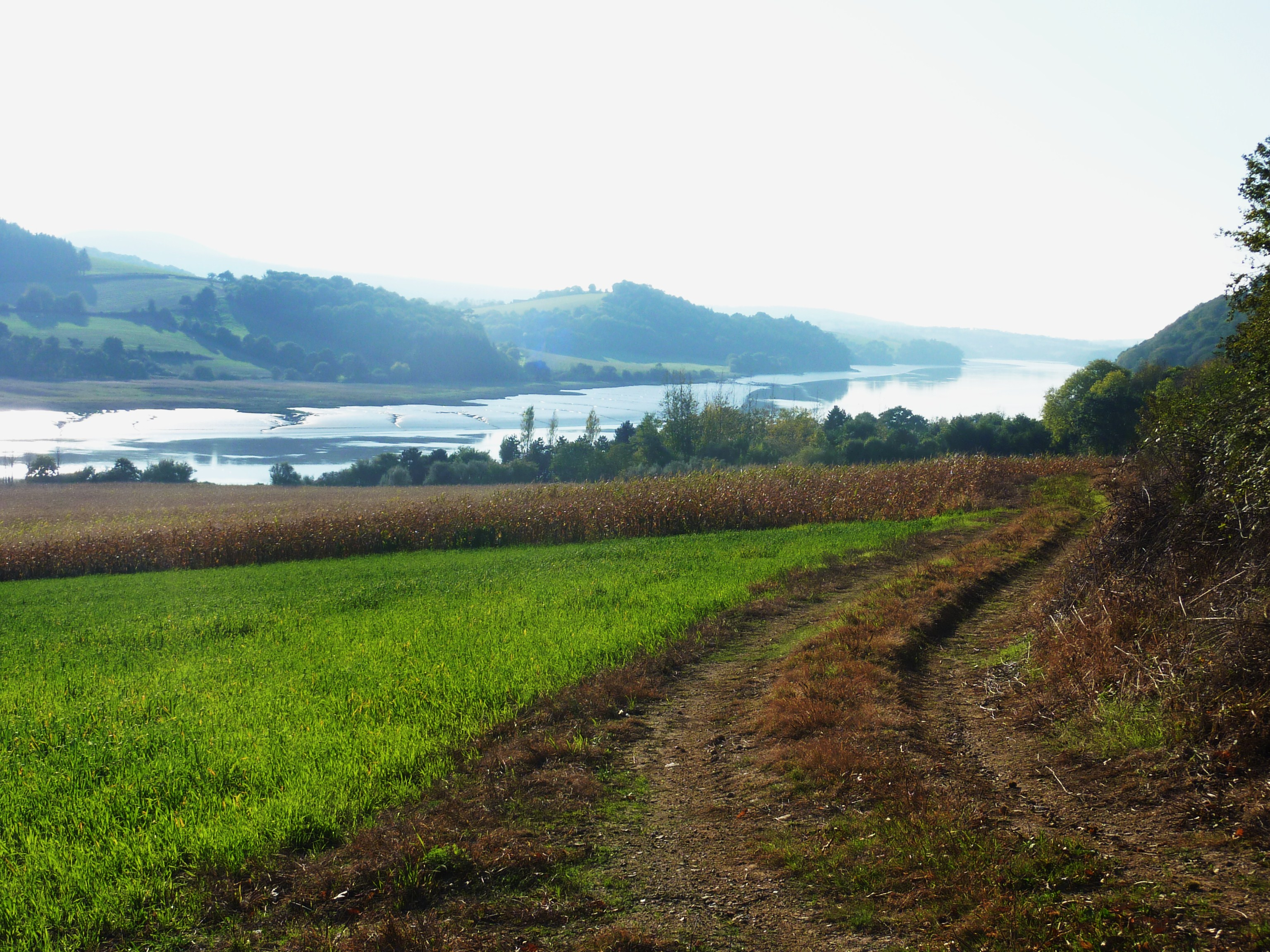
Logonna-Quimerch : l'Aulne maritime en aval de Kermorvan.jpg

## Histoire

### Antiquité
Un dépôt de 5 objets en bronze (deux haches à talon, un ciseau au burin, un ciseau à douille et un marteau à douille), datant d'environ 1 000 ans av. J.-C. a été trouvé en juin 1923 près de la forme du Manoir.
Un camp retranché celte, dit camp du Muriou, d'environ 100 mètres de côté, a été identifié à cheval sur les anciennes communes de Quimerch et Logonna-Quimerch.

### Étymologie et origines
Logonna-Quimerch est une ancienne trève de Quimerch devenue paroisse en 1804.
L'étymologie du nom Logonna (Loc-Onna) ferait remonter les origines du lieu au IXe siècle comme pour tous les sanctuaires placés sous ce vocable. Le culte de saint Onna, patron de Logonna, est très ancien. Saint Onna était un disciple de saint Guénolé et moine à l'abbaye de Landévennec. Il aurait évangélisé Logonna occupé alors par les Romains

### Révolution française
Ménez, recteur (curé) de Logonna-Quimerc'h, et Salaun, son vicaire, prêtres réfractaires, s'exilèrent en Espagne pendant la Terreur.

### Logonna-Quimerch à la fin duXIXesiècle
Un rapport d'avril 1872 indique que Logonna-Quimerc'h fait partie des 28 communes du Finistère à être encore sans école.
Voici la brève description que fait Benjamin Girard de la commune de Logonna-Quimerch, alors peuplée de 278 habitants pour une superficie de 446 hectares, vers 1885 :

« Cette commune, une des plus petites du Finistère, est située sur la rive droite de l'Aulne, un peu en aval de l'embouchure de la rivière de Pont-de-Buis ; elle n'est traversée par aucune voie de communication et ne possède qu'une école mixte. Son chef-lieu, sans importance, n'a que 33 habitants. »

### LeXXesiècle

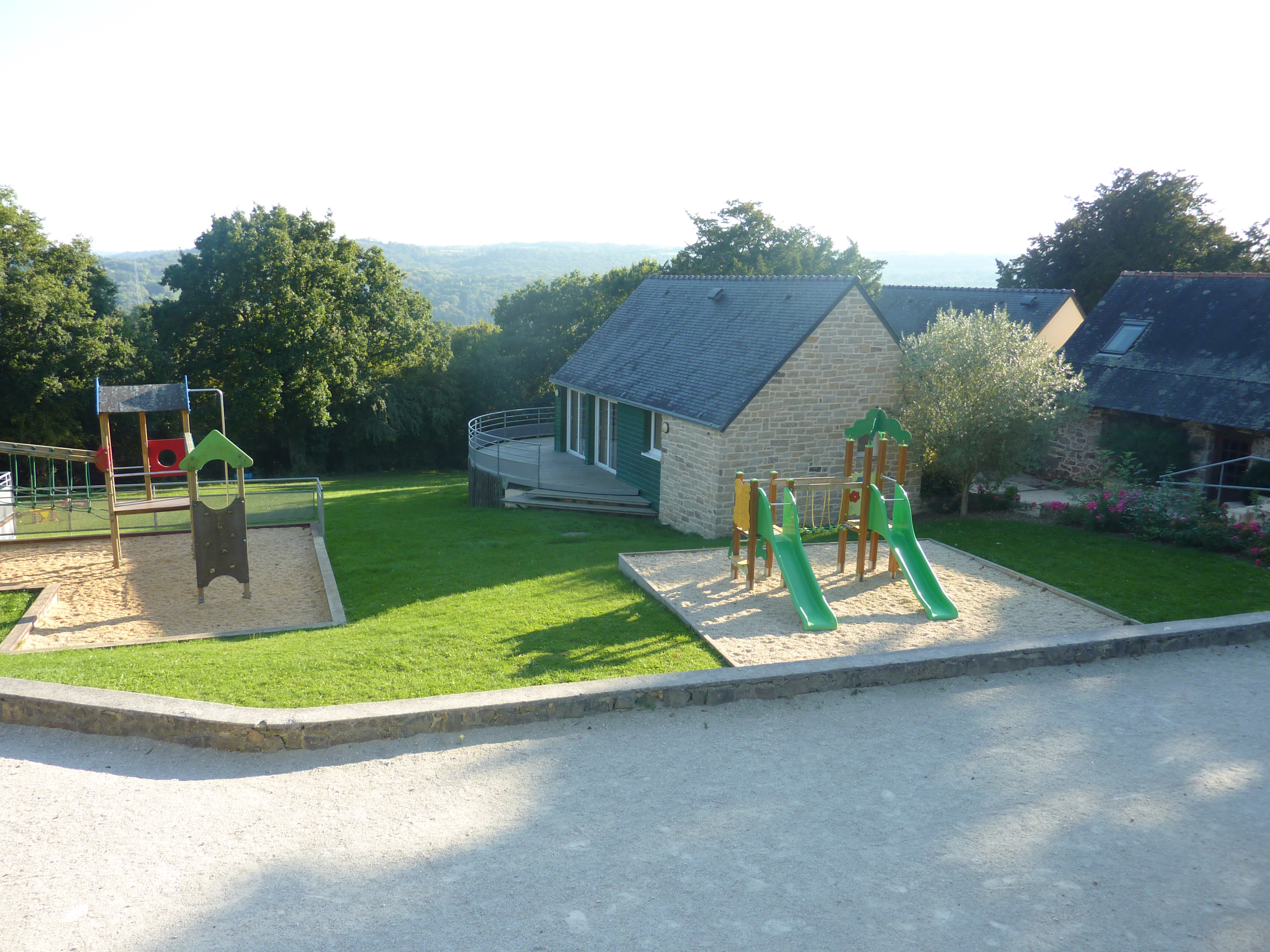
Logonna-Quimerch : l'ancienne école

L'école de Logonna-Quimerch, ouverte au début du XXe siècle seulement, ferme dès 1965.

#### La Belle Époque
Le recteur de Logonna-Quimerc'h écrit en 1903 : « Après la première communion, les enfants généralement rentrent dans les écoles congréganistes, soit à Châteaulin, soit ailleurs ».

#### Les guerres duXXesiècle

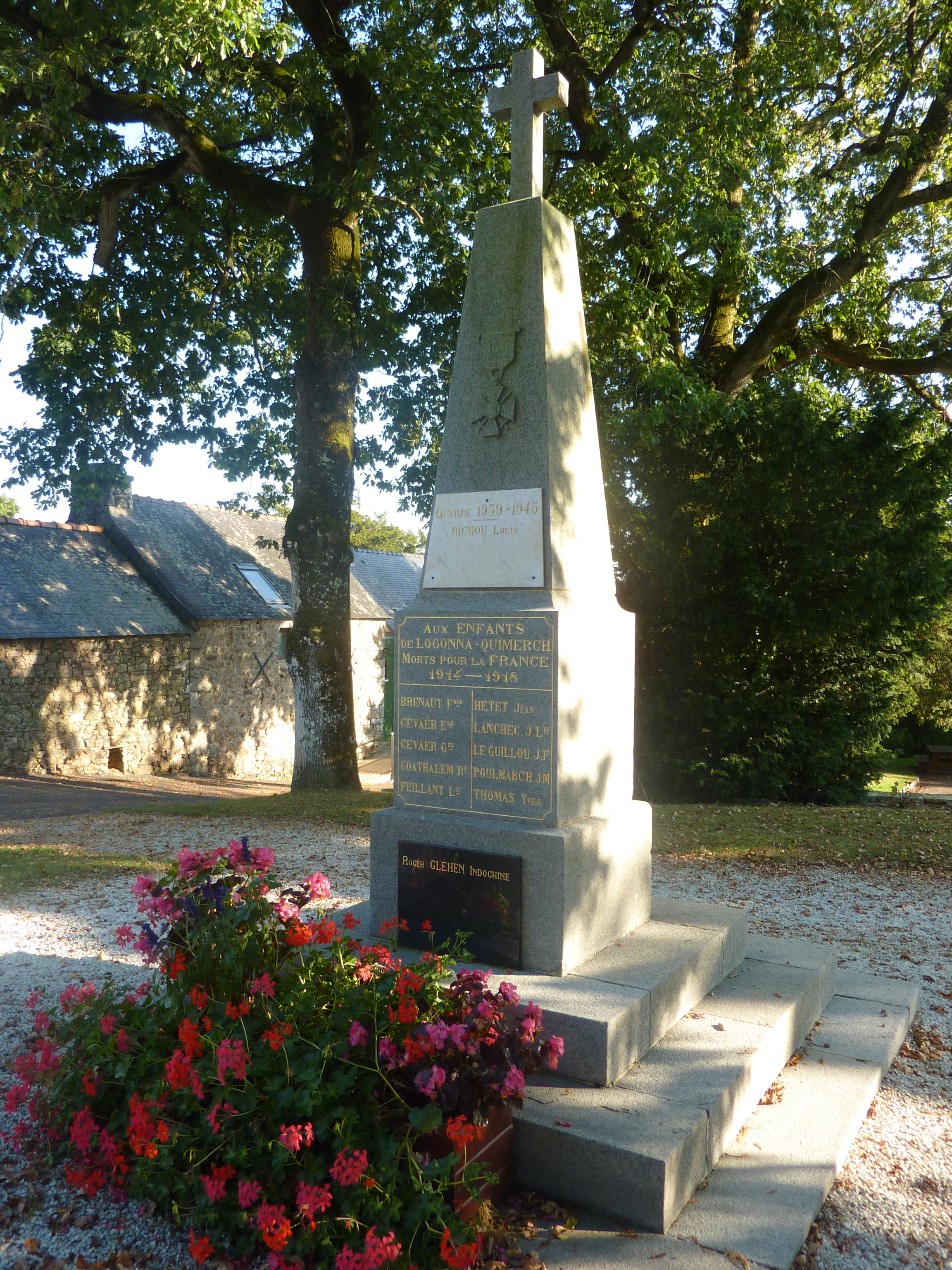
Logonna-Quimerch : le monument aux morts

Le monument aux morts de Logonna-Quimerch porte le nom de 10 soldats morts pour la France pendant la Première Guerre mondiale, 1 pendant la Seconde Guerre mondiale et 1 pendant la guerre d'Indochine.

## Évolution démographique
| 226                                                              | 257  |      | 246  | 239  | 252  | 254  | 255  | 258  | 253  | 279  | 262  | 273  | 262  |
| 1881                                                             | 1886 | 1891 | 1896 | 1901 | 1906 | 1911 | 1921 | 1926 | 1931 | 1936 | 1946 | 1954 | 1962 |
| 255                                                              | 278  | 263  | 244  | 228  | 222  | 211  | 172  | 198  | 184  | 159  | 154  | 116  | 112  |
| Nombre retenu à partir de 1968 : Population sans doubles comptes |      |      |      |      |      |      |      |      |      |      |      |      |      |

Commentaire : Les résultats aberrants du recensement de 1806 (1896 habitants !) n'ont pas été retenus. À la faiblesse de la population de Logonna-Quimerch s'ajoute une stagnation démographique remarquable par delà les dents de scie d'un recensement à l'autre tout au long du XIXe siècle, la population de 1911 étant quasi identique à celle de 1793 (13 habitants de moins en 118 ans) et les évolutions survenues dans l'intervalle étant minimes, le maximum démographique étant atteint en 1861 avec 279 habitants et le minimum démographique de cette période étant atteint en 1911 avec 211 habitants, soit un écart de seulement 68 habitants entre les deux. Par contre, le XXe siècle montre un déclin démographique constant, amorcé en fait dès la fin du XIXe siècle : entre 1886 et 1962, Logonna-Quimerch perd 166 habitants, soit - 59,7 % de sa population en 76 ans, le dernier recensement, avant la fusion en 1965 de la commune avec Pont-de-Buis et Quimerch, celui de 1962, enregistrant le minimum démographique absolu avec seulement 112 habitants. Isolée, Logonna-Quimerch est le type même de commune frappée par un important exode rural tout au long du XXe siècle.

## Administration
| Période                      | Période    | Identité                | Étiquette | Qualité                                                                          |
| ---------------------------- | ---------- | ----------------------- | --------- | -------------------------------------------------------------------------------- |
| 1791                         |            | Jacques Ménez           |           | Fut le premier maire de Logonna-Quimerch                                         |
| Après / Pendant 1947         |            | Marie-Jeanne Poulmarc'h |           | Élue par 109 voix sur 109 votants alors qu'elle ne s'était pas portée candidate. |
| Avant / Pendant juillet 1947 |            | Jean-François Hetet     |           |                                                                                  |
| avant 1925                   | après 1925 | Le Gall                 |           | Reçoit la légion d'honneur en 1925                                               |
|                              |            |                         |           |                                                                                  |
|                              |            |                         |           |                                                                                  |

## Monuments et sites
- L'église Saint-Onna, consacrée à saint Onna ou saint Nonna, date du XVIIe siècle : en forme de croix latine, disposant d'un clocheton, elle a été achevée vers 1660, mais restaurée et agrandie (ajout d'une sacristie et du porche sud) en 1892 par un entrepreneur de Châteaulin, Armand Gassis. Elle possède une statuaire ancienne, datant du XVe siècle, ce qui laisse supposer qu'elle a remplacé un édifice plus ancien[13].
- Le manoir de Kermorvan : le manoir actuel date de la fin du XVIe siècle ou du début du XVIIe siècle, mais a subi des transformations importantes au XIXe siècle et au XXe siècle[14].

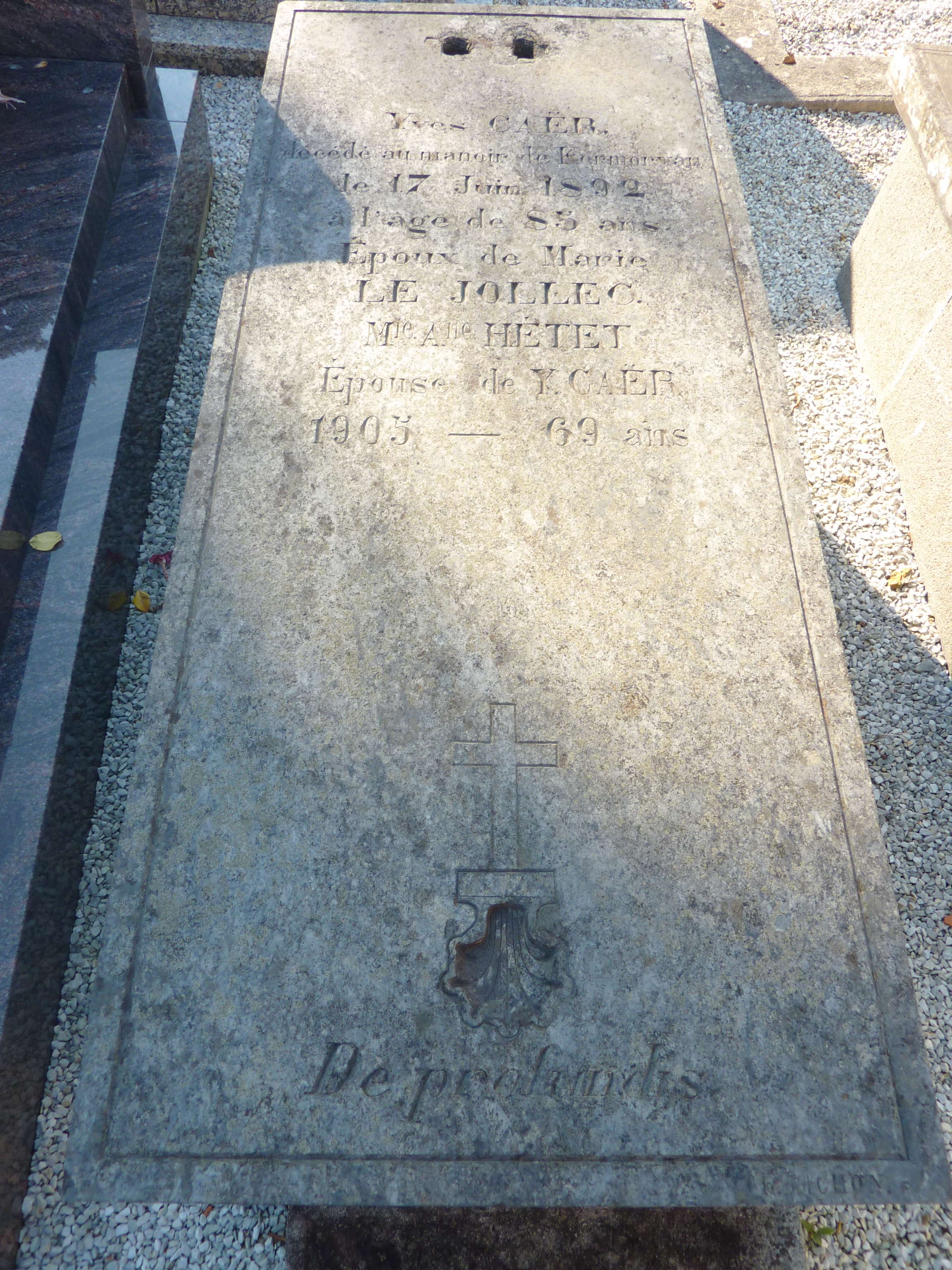
Logonna-Quimerch : tombe ancienne dans l'enclos paroissial
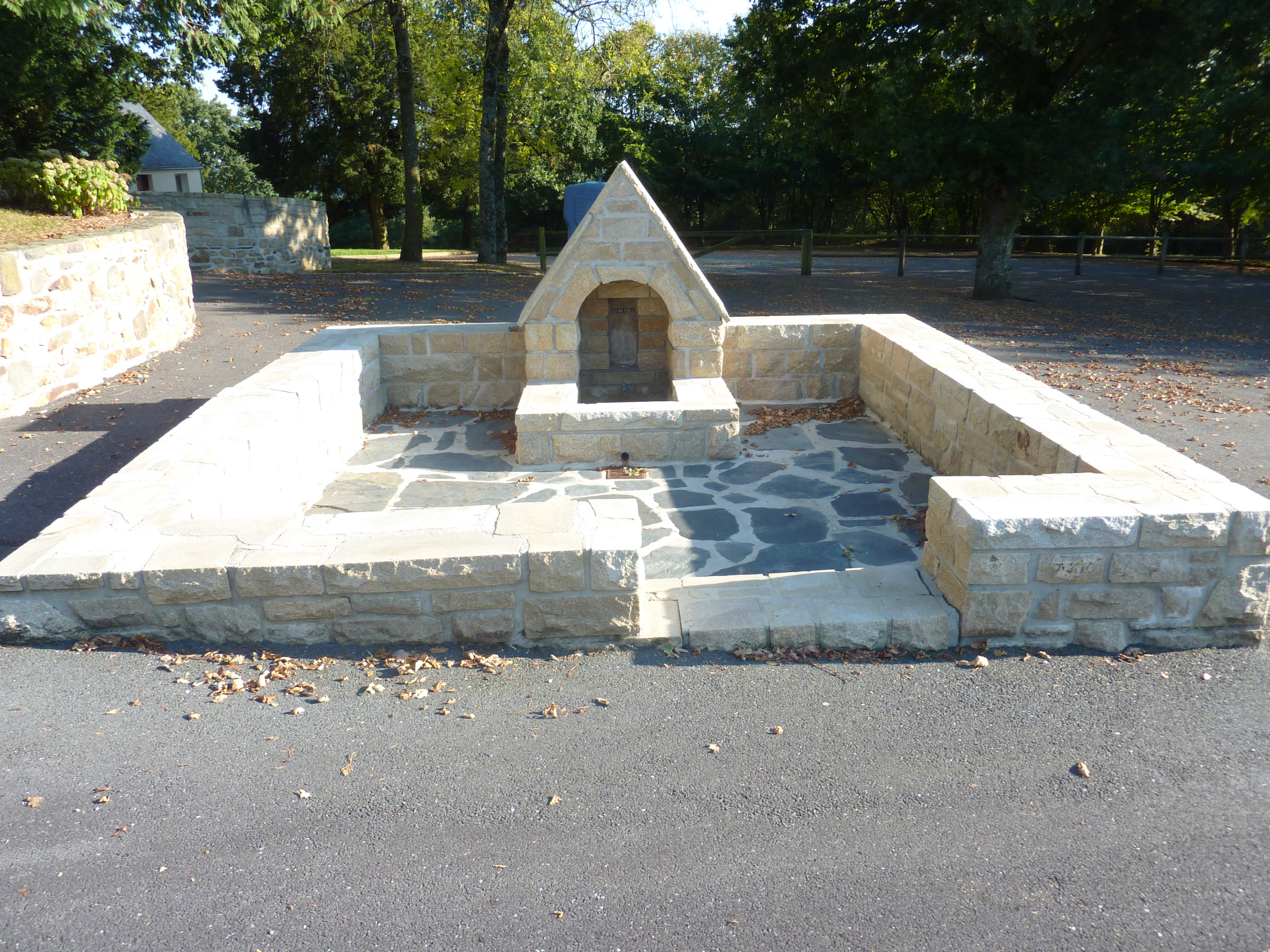
Logonna-Quimerch : fontaine récemment rénovée (2011)